# Cláudio Batista dos Santos
Cláudio Batista dos Santos (19 aprile 1967) è un ex calciatore brasiliano, di ruolo centrocampista.